# Vena grande safena
La vena grande safena (VGS) è un vaso sanguigno superficiale (sottocutaneo), situato negli arti inferiori. Il termine "safena" non ha etimologia certa, in quanto può derivare dal termine greco σαφηνής (che significa "evidente", "visibile") o dall'arabo el safin ("la visibile").

## Percorso
La vena grande safena inizia nel punto in cui la vena dorsale dell'alluce confluisce nell'arco venoso dorsale del piede. Dopo aver percorso anteriormente il malleolo mediale (dove può spesso essere palpata), corre lungo la parte mediale della gamba.
All'altezza del ginocchio percorre il bordo posteriore dell'epicondilo mediale femorale.
La vena corre poi lungo la superficie anteriore della coscia, prima di entrare in un'apertura nella fascia lata, chiamata fossa ovale. Si unisce dunque alla vena femorale nella regione del triangolo femorale, alla giunzione safeno-femorale, anche detta crosse safeno-femorale (dal fr. «arco, curvatura»).

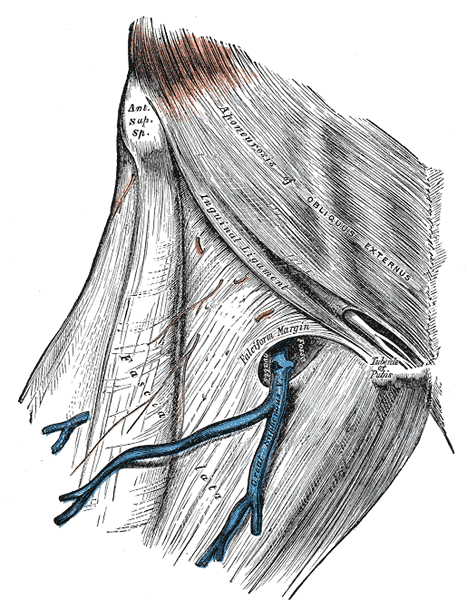
Anatomia della Fossa ovalis

## Utilità nelle procedure cardiovascolari
Questa vena è spesso asportata e usata per le operazioni di bypass aorto-coronarico, quando non sono disponibili arterie per l'innesto o quando servono più innesti, come nei casi di triplo bypass o quadruplo bypass.
La vena grande safena viene scelta dai chirurghi vascolari, quando disponibile, per le operazioni di bypass vascolare a causa della sua migliore conservazione rispetto a innesti sintetici (PTFE, PET-P), innesti di vena ombelicale o innesti biosintetici, ma tale vena viene considerata solo se sana, non in presenza di varicosità.
Il nervo safeno è una diramazione del nervo femorale, che corre con la vena grande safena e spesso viene danneggiato durante gli interventi che coinvolgono la suddetta vena.

## Utilità nella medicina d'urgenza
Quando è necessaria l'iniezione di farmaci per la rianimazione e la fleboclisi non è possibile a causa di collasso venoso, può essere effettuato l'accesso vascolare periferico attraverso la vena grande safena.

## Patologia
Le patologie della vena grande safena sono relativamente comuni, ma non costituiscono un pericolo per la vita.
- Vene varicose: La vena grande safena, come le altre vene superficiali, può sviluppare la varicosi. Nonostante sia comunemente               considerata una patologia sgradevole, non viene considerata a rischio di vita. Il paziente non deve necessariamente vedere la vena all'esterno e si manifesta con gonfiore e senso di pesantezza la sera, prurito, bruciore e crampi notturni. Anche se non è rischiosa per la vita, la varicosi può portare ad ulcera cutanea, cioè una ferita della gamba molto dolente che tende a non guarire.
- Trombosi superficiale: La vena grande safena può sviluppare un trombo ed occludersi. La trombosi della grande safena non costituisce un pericolo per la vita [raramente conduce ad embolia polmonare] ma può essere associata alla trombosi venosa profonda e dunque l'indagine medica deve essere approfondita.[4]